# Schweizerische Kirchenzeitung
Die Schweizerische Kirchenzeitung (SKZ) wurde von Melchior Schlumpf gegründet und erschien erstmals am 30. Juni 1832 in Luzern.

## Geschichte
Die Schweizerische Kirchenzeitung stellte sich in den Dienst der Autonomie der katholischen Kirche, wie sie von der konservativen Geistlichkeit gegen die Interventionen der liberalen Regenerationsregierung vertreten wurde. Im September 1835 verlor Schlumpf seine Professur an der Höheren Lehranstalt und musste den Kanton Luzern verlassen. 
Seit April desselben Jahres erschien die von München in die Schweiz verlegte Allgemeine Kirchenzeitung für Deutschland und die Schweiz in Luzern, um hier die liberale Richtung innerhalb der katholischen Geistlichkeit zu vertreten. Dieses Blatt wurde von verschiedenen Druckereien produziert: zuerst von Joseph Leonz Hunkelers Berichthaus-Druckerei, danach von Xaver Meyer, schliesslich von Joseph Huwyler.
Mit der Einstellung der Allgemeinen Kirchenzeitung Ende 1838 war die Schweizerische Kirchenzeitung ihre Konkurrenz losgeworden. Bis zum Sonderbundskrieg erschien sie in Luzern in der Druckerei Räber (mit einem kurzen Unterbruch 1838/39, als Thüring sie druckte). 
Erst im November 1848 erstand das Blatt neu unter dem Namen Kirchenzeitung für die katholische Schweiz in Solothurn. Seit 1855 wieder unter dem alten Namen, erschien es bis 1899 in Solothurn, seit 1900 wiederum in der Druckerei Räber in Luzern. Bis Ende 2017 wurde die Schweizerische Kirchenzeitung von der NZZ Fachmedien AG in Zürich herausgegeben. 
Am 21. Dezember 2017 erschien nach einem Relaunch die Null-Nummer der SKZ beim Verlag Brunner Medien AG in Kriens mit einem neuen Redaktionsteam. Die SKZ positioniert sich als theologische Fachzeitschrift für die gesamte Schweiz und für das deutschsprachige Ausland. Sie greift in jeder Nummer ein Thema auf und geht diesem wissenschaftlich nach. Weiter ist die SKZ Publikationsorgan der herausgebenden Bischöfe. 
Sie hatte 2022 eine Auflage von 1642 Ausgaben bei einer Druckauflage von 2000 Exemplaren.